# 伊万·韦杰尔尼科夫
伊万·科尔涅耶维奇·韦杰尔尼科夫（俄语：Иван Корнеевич Ведерников，1923年11月17日—2018年8月14日），苏联空军飞行员，试飞员，二战老兵。

## 生平
1923年生于盧甘斯克州新克拉斯尼揚卡村。1941年毕业于利西昌斯克航空学校。1941年6月苏德战争爆发后，于7月加入工农红军。曾在鄂木斯克和格罗兹尼航空军事院校进修。战争期间是第35轰炸机航空团飞行员，主要驾驶佩-2轟炸機。
战后继续在波罗的海军区空军部队服役。1950年1月至1961年12月，他是苏联空军民航研究所的试飞员。参加了圖-16轟炸機和圖-95轟炸機以及圖-114和圖-116客机的测试工作。1962年1月转移到图波列夫设计局工作，参加图-142等反潜作战轰炸机的测试，1963年获得“苏联功勋试飞员”称号，1971年获得上校军衔，1981年9月3日获得“苏联英雄”荣誉称号。1990年退休，此后担任设计局顾问。
2016年从莫斯科州茹科夫斯基搬到莫斯科居住。2018年8月14日去世。葬于特罗耶库罗夫公墓。
获列宁勋章两枚，十月革命勋章、红旗勋章、一级卫国战争勋章、红星勋章各一枚，奖章多枚。